# Carl Christian Heinrich Hettler
Carl Christian Heinrich Hettler (* 27. Dezember 1784 in Stuttgart; † 3. September 1834 in Balingen) war ein württembergischer Oberamtmann.

## Leben und Werk
Der Sohn eines Hof- und Domänenrats besuchte das Gymnasium in Stuttgart. Von 1803 bis 1807 studierte er Rechtswissenschaften in Tübingen. Von 1808 bis 1811 war er als Kanzleiadvokat und Oberamtsaktuar tätig. 1811 wurde er Oberamtsverweser und ab 1812 Oberamtmann beim Oberamt Leutkirch. Von 1819 bis 1828 leitete er als Oberamtmann das Oberamt Sulz, von 1828 bis 1832 das Oberamt Freudenstadt und von 1832 bis zu seinem frühen Tod 1834 das Oberamt Balingen.